# Герой (книга)
Герой (El Héroe, 1637) - політичний, психологічний та філософський трактат, перший твір іспанського мислителя Бальтасара Грасіана. В трактаті розглянуто різноманітні вміння, які потрібні високоорганізованій політичній фігурі – герою.
Цей твір пов'язаний із Державцем Нікколи Мак'явеллі, оскільки також є порадником "гарного правління". Але в часи іспанської контрреформації на противагу мак'явеллівському правителю виступає християнський правитель, про що вперше написав Дієго Сааведра Фахардо в своїй книзі "Політичні емблеми, або Ідея політичного християнського державця". Водночас, на "Героя" вплинув "Придворний" (1528) Бальтазара де Кастільйоне, але не з питань придворного життя, а, скоріше, щодо уміння поводитися в суспільстві та розвитку особистих вмінь. 
Видання 1637 року було дуже маленьким – воно мало формат 24º. Вийшло воно з друкарні Хуана Франсиско де Ларумби, друкаря Університету міста Уески. Рукопис 1637 року зберігається в Національній бібліотеці Іспанії у Мадриді. 

## Назва
Назва твору (Герой) і назва його глав - "першості (у чомусь)" або вміння (primores) не мають відношення до сучасних значень цих слів. Гра словами була типовою для Грасіана, однак, він вкладав у слово "герой" значення "доблесного мужа" класичної доби античності, але в своєму творі надав нового змісту.

## Структура
Трактат містить:
- Передмову Дона Вінсенсіо де Ластаноси,
- Передмову Бальтасара Грасіана,
- Ліцензію на друк,
- Передмову Педро де Кесади,
- Вступ Бальтасара Грасіана,
- 20 глав ("умінь"), з яких остання, за словами Грасіана, є "вінцем" усіх попередніх.

### Вступ автора
ЧИТАЧЕ.

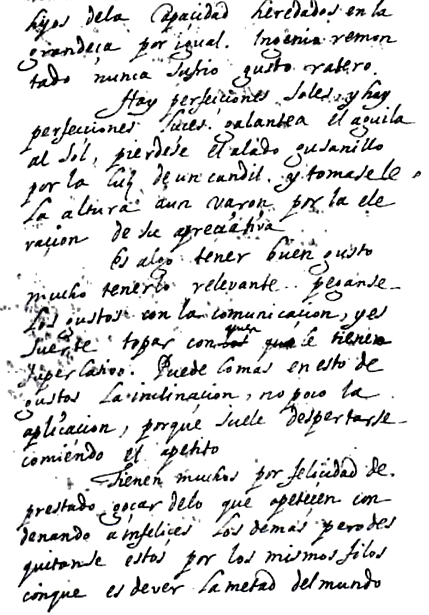
Рукопис Героя, який стосується Вміння 5 «Відповідний смак».

Я бажаю для тебе чогось особливого. Взявшись карликовою книжечкою створити велетенського мужа, а за допомогою нетривалих епох – безсмертні діяння. Стати мужем максимальних [здібностей] – ось диво для досконалості, і коли [ти] Король не за своєю природою, [а] завдяки своїм чеснотам – [ось у чому твоя] перевага.
Героями минулого стали: розсудливим – Сенека, проникливим – Езоп, войовничим – Гомер, філософом – Аристотель, політиком – Тацит, а придворним – Граф.
Я, запозичуючи деякі вміння у таких великих майстрів, намагаюсь накреслити для тебе Героя і неодмінно людину, що має незвичні здібності. Для цього я вигадав це ручне верцадло з чужих кристалів та моїх помилок. Часом, воно тобі леститиме і попереджатиме тебе; часом, в ньому ти побачиш або те, яким ти вже є, або те, яким ти маєш бути.
Тут ти матимеш не політику і навіть не економіку, а твої власні державні інтереси, компас для спрямовування [свого] корабля до Вищості, мистецтво стати видатним за допомогою небагатьох правил розважності.
Я пишу стисло через [те, що ти маєш чудове] розуміння [речей], лаконічно – через мою недостатньо [розвинену здатність] мислити.
Не хочу тебе [більше] затримувати в тому, щоб ти [зміг] попрямував далі.

## Рукописи та перші видання

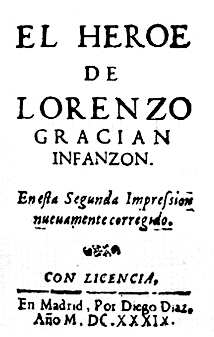
Герой (Мадрид, 1639).

### Рукопис
- Gracián, B. (1637?). El héroe. Manuscrito Mss/6643. Biblioteca Digital Hispánica

#### Факсиміле рукопису
- Aurora Egido (ed.), Zaragoza, Institución «Fernando el Católico»-Gobierno de Aragón, 2016. Edición facsímil de la edición de Huesca, Juan de Larumbe, 1637 [Архівовано 25 травня 2019 у Wayback Machine.]. 182 p., 6x11 cm. ISBN 978-84-9911-391-3
- Aurora Egido (ed.), «El Héroe» de Baltasar Gracián. Edición facsímil del autógrafo y de la impresión de Madrid, [Diego Díaz], 1639, editada por Adolphe Coster. Zaragoza, Institución Fernando el Católico, 2001. ISBN 84-7820-629-9

### Видання
- Gracián, B. (1637). El heroe de Lorenzo Gracian ; dedicado a la S.c.R.M. del rey Don Phelipe el IV, Don Vicencio de Lastanosa. Huesca: Iuan Francisco de Larumbe.
- Gracián, B. (1639). El heroe de Lorenzo Gracián Infanzón. Madrid: Diego Diaz.

## Український переклад
- Грасіан, Бальтасар. Герой / ред. і пер. С. А. Купрієнко. – Київ, 2019. – 99 с.